# Ludwig Alfred Moritz
Ludwig Alfred Moritz (geboren 11. Mai 1921 in München; gestorben 7. Januar 2003) war ein britischer Klassischer Philologe deutscher Herkunft.

## Leben
Ludwig Alfred Moritz war ein Sohn des Landgerichtsrats Maximilian Moritz und der Hermine Mayer. Er und sein 1923 geborener Bruder Ern(e)st August Moritz wurden 1937 nach Großbritannien in Sicherheit gebracht. Seine Eltern wurden 1942 Opfer des Holocaust.
Moritz studierte in Oxford Klassische Philologie und wurde 1950 promoviert. Anschließend arbeitete er als Dozent für Klassische Philologie am Bedford College in London. 1953 wechselte er an die Cardiff University. Nach einem Jahr als Gastprofessor an der Universität von Ghana (1959/1960) wurde er 1960 in Cardiff zum Professor of Classics ernannt. Seine Antrittsvorlesung hielt er 1962 über das Thema Humanitas. 1971 wurde Moritz zum Vorstand des Department of Classics ernannt. 1987 trat er in den Ruhestand.
Moritz war Spezialist zur antiken Getreide- und Mehlproduktion sowie zum Backhandwerk. Er verfasste auf diesem Gebiet mehrere Aufsätze, die Monografie Grain-mills and Flour in Classical Antiquity und zahlreicher Artikel im Lexikon Der Kleine Pauly. Er war Mitglied der Classical Association, deren Schatzmeister er von 1963 bis 1972 war. 
Er war mit Doris Bela Rath verheiratet, ihre Kinder sind der 1954 geborene Journalist, Finanzmakler und Mäzen Michael Moritz und die 1956 geborene Rechtsanwältin Clara Deborah Moritz.

## Veröffentlichungen
- Grain-mills and Flour in Classical Antiquity, Oxford University Press 1958 (umgearbeitete Fassung der Dissertation von 1953. Nachdrucke New York 1979. Oxford 2002)